# Schistostoma flavipes
Schistostoma flavipes är en tvåvingeart som beskrevs av Chvala 1987. Schistostoma flavipes ingår i släktet Schistostoma och familjen styltflugor.
Artens utbredningsområde är Mongoliet. Inga underarter finns listade i Catalogue of Life.